# Страшен филм 3
„Страшен филм 3“ (на английски: Scary Movie 3) е американски филм, продължение на Страшен филм 2. Филмът е режисиран от Дейвид Зукер, по сценарий на Крейг Мейзин и Пат Профт. Излиза на 20 октомври 2003 г.
„Страшен филм 3“ пародира филмите Предизвестена смърт, Матрицата, Осма миля, Властелинът на пръстените: Двете кули, Шесто чувство, Другите, Стар Трек: Оригиналният сериал, Голямото напушване, Всемогъщият Брус и др.

## Сюжет
Внимание:  Текстът по-долу разкрива сюжета на произведението (или части от него)!
В началото на филма две глупави руси приятелки обсъждат „ужасна“ видеокасета, след гледане на която човек умира след 7 дни. След този разговор приятелките умират една по една. Междувременно във фермата Том Логан и по-малкият му брат Джордж откриват кръгове в нивите с царевица с надпис „Обект на атака“. Журналистката Синди Кембъл прави телевизионен репортаж за тези мистериозни кръгове и след това отива в училището, където работи нейната приятелка Бренда, за да вземе племенника си Коди. Джордж Логан идва в същото училище, за да вземе племенницата си Сю. Синди се влюбва в Джордж, който кани нея и Бренда на рап битка с приятелите му Махалик и Си Джей. Джордж печели дуела, но поради неволни расистки изцепки той е изгонен от клуба.
Бренда моли Синди да остане при нея, тъй като е гледала „прокълнатата“ видеокасета. След няколко шеги с госта си, Бренда се озовава в хола, когато телевизорът се включва сам и от него излиза чудовищно момиче на име Табита. Те започват да се карат, Синди игнорира шума, а Табита убива Бренда. По време на погребението на Бренда, Джордж и Махалик се опитват да я съживят, но са изгонени от къщата. По-късно Синди решава да изгледа фаталната видеокасета и веднага получава телефонно обаждане, което ѝ казва, че ще умре след седем дни. Момичето се обръща за помощ към Джордж, Махалик и Си Джей, а Си Джей съветва Синди да посети леля Шаникуа (Оракулът). Леля Шаникуа и нейният съпруг Орфей се съгласяват да гледат видеозапис, в който Пития открива скрит образ на фар и влиза в битка с майката на Табита. Пития предлага на Синди да намери фара, за да развали проклятието. Когато Синди се връща у дома, тя намира Коди да гледа видеокасетата. За да спаси племенника си от неизбежна смърт, Синди намира необходимия фар в интернет на остров Кърлеско, където среща Архитекта. Бъбривият и разпуснат старец казва, че Табита е негова дъщеря, която била обладана от злото и заради това трябвало да бъде удавена в кладенец.
Синди намира Коди във фермата на Логан, където той е намерил убежище при Джордж. Том Логан, след като нарежда на всички да слязат в мазето, излиза навън с Джордж и Махалик, за да се бият с извънземните. Пристигналите извънземни разкриват, че всъщност не са дошли да превземат Земята, а да убият Табита. В края на краищата извънземните също са гледали „прокълнатата“ видеокасета, мислейки, че това е филмът „Бодигард“. Под мазето на фермата Синди открива кладенеца, в който е удавена дъщерята на Архитекта. По време на кратка битка Табита взема Коди за заложник, докато Синди и Джордж я канят да стане член на семейството. Табита освобождава Коди и се превръща отново в чудовище, но е случайно убита от президента на САЩ Харис, захвърляйки тялото ѝ обратно в кладенец.
В края на филма Синди се омъжва за Джордж. Забравяйки да вземе Коди със себе си, тя спира точно пред него на кръстовище, когато преминаваща кола блъска момчето.

## Актьорски състав
| Актьор          | Роля                                             |
| --------------- | ------------------------------------------------ |
| Ана Фарис       | Синди Кемпбъл                                    |
| Реджина Хол     | Бренда Мийкс – най-добрата приятелка на Синди    |
| Саймън Рекс     | Джордж Логан – приятел на Синди                  |
| Чарли Шийн      | Том Логан – брат на Джордж Логан                 |
| Лесли Нилсен    | Бакстър Харис – президент на САЩ                 |
| Куин Латифа     | леля Шаникуа\Оракулът                            |
| Антъни Андерсън | Махалик                                          |
| Кевин Харт      | Си Джей                                          |
| Камрин Манхайм  | Полицай Чамплин                                  |
| Джордж Карлин   | Архитектът                                       |
| Еди Грифин      | Орфей – съпругът на леля Шаникуа                 |
| Памела Андерсън | Бека Котлър                                      |
| Джени Маккарти  | Кейти Ембри                                      |
| Дрю Микуска     | Коди Кембъл – племеник на Синди Кемпбъл          |
| Денис Ричардс   | Ани Логан – починалата съпруга на Том Логан      |
| Даръл Лин Хюли  | Джон Уилсън                                      |
| Жа Рул          | агент Томпсън – бодигард на президента на САЩ    |
| Даръл Хамънд    | отец Мълдун – похотливият учител на Коди Кемпбъл |
| Джеръми Пивън   | Рос Гигинс – ТВ водещ                            |
| Тимъти Стак     | Карсън Уорд – телевизионен шеф                   |
| Саймън Коуел    | себе си                                          |
| Марни Енг       | Табита                                           |
| Едвард Мос      | „извънземният“ Майкъл Джексън                    |
| Аджай Найду     | Саяман                                           |
| Том Кени        | извънземни гласове                               |

## Пародирани филми
- Предизвестена смърт – основната пародия на филма: началната сцена, Синди намира прокълнатата лента на погребението; Синди гледа видеозаписа и получава телефонно обаждане, както и нейният племенник; сцена, в която Бренда се шегува със Синди и се бори с призрак; племенникът на Синди рисува кръгове, Пития се бори с телевизора; последната битка с призрака.
- Следите – основната пародия на филма: Том, неговият брат Джордж и дъщеря откриват знаци в царевично поле; Том си спомня прощалните думи на жена си; героите си слагат станиолени шапки и гледат кадри с извънземни; героите се срещат с извънземните в края на филма.
- Матрицата – Синди посещава женския оракул.
- Осма миля – Джордж е в рап битка.
- Горещо маце – бойната сцена между Кейт и Бека в началото на филма.
- Властелинът на пръстените: Двете кули – по време на телефонния разговор майката на Беки говори като Голъм и дори измърморва легендарната му фраза: „Безценно мое“.
- Матрицата: Презареждане - сцената във фара. А също и сцената в алтернативния край, където Синди, облечена в кожен гащеризон (пародия на Тринити), се бие с двойниците на Табита.
- Шесто чувство – сцената на погребението, когато Синди намира видеозаписа.
- Другите – сцена с Майкъл Джексън, където главният герой казва, че Джексън, криещ се под воала, не е негова дъщеря.
- Стар Трек – извънземно облекло.
- Голямото напушване – сцена, в която на помощ на героите се притичва тълпа въоръжени афроамериканци, които вместо да помогнат, се карат и се избиват.
- Всемогъщият Брус – сцена с телесуфлер.
- Тексаско клане – Табита разклаща моторния си трион, точно като маниака „Коженото лице“.
- Хълк – алтернативна крайна сцена, където Джордж се трансформира в Хълк.
- Красив ум – сцена с алтернативен край, в която се разкрива, че Синди страда от шизофрения.
- Има ли пилот в самолета? – сцената, в която Лесли Нилсън влиза, за да пожелае късмет.

## Снимачен процес
- Махалик, персонажът на актьора Антъни Андерсън, се оказа толкова популярен в тестовите прожекции, че допълнителни сцени за него бързо са написани и заснети, докато филмът вече е в постпродукция.
- Това е единственият филм от франчайза, номиниран за награда Nickelodeon Kids' Choice.
- Трейлърът показа сцена с леля Шаникуа, която заплашва съпруга си с тиган, но тази сцена е изрязана от филма.
- Когато Синди търси в интернет информация за фара, на екрана се появяват няколко изскачащи прозорци, пародиращи натрапчива реклама. Само един „прозорец“ няма реклами, а безсмислен текст: „Това може да звучи прекалено опростено... но високите лихвени проценти в крайна сметка водят до ниски лихвени проценти... и обратното... ниските лихвени проценти в крайна сметка водят до високи лихвени проценти“.
- Автомобилът, който Синди кара, е Toyota Prius Hybrid, първият масово произвеждан газово-електрически хибрид, който се появява във филм.
- В алтернативния край психиатърът (изигран от Уилям Форсайт) казва на Синди, че Коди не съществува. След като удря няколко души с лопата в лицето, Синди моли всички фалшиви да застанат на друго място. Коди отива там, но Дядо Коледа го следва. Тогава извънземните започват да нахлуват, но Джордж ги спира, като се трансформира в Хълк. Синди влиза в къщата на Логан, където е нападната от Табита. Тя се телепортира при леля Шаникуа, която я учи как да победи Табита. Тогава Синди трябва да се изправи срещу стотици Табита. Тя печели битката, като изпълнява движения от Матрицата и се телепортира обратно в къщата на Логан. След това актьорите се качват в колата с президента, само за да бъдат ужасени да разберат, че шофьорът е М. Найт Шаямалан.
- Когато Орфей се опитва да гледа мач на „Лейкърс“, съпругата му Шаникуа му казва, че „Лейкърс“ ще спечелят с дванадесет точки, а раздразненият Орфей изключва телевизора и хвърля дистанционното. Този мач се случва на 1 февруари 2003 г., когато „Лейкърс“ побеждават „Юта Джаз“ у дома 99:87 – с 12 точки.
- Това е първият филм от поредицата „Страшен филм“, който е оценен PG-13 вместо R.
- Саймън Коуел играе себе си във филма като съдия на рап битка. Приживе Коуел си спечелва репутацията на непредубеден съдник, щедър на остри и директни критики в телевизионни предавания. По-късно Коуел разкрива, че съжалява за появата си във филма.
- В удължения край е разкрито, че човекът, който поваля Коди на финала, е Майкъл Джексън.
- Актрисата Ана Фарис, която играе Синди Кембъл, връща обратно естествения си рус цвят на косата специално за филма (за да прилича повече на Наоми Уотс, която участва в „Предизвестена смърт“). В предишните два филма тя е брюнетка.

## Филми от поредицата за „Страшен филм“
Поредицата „Страшен филм“ включва 5 филма:
- Страшен филм (2000)
- Страшен филм 2 (2001)
- Страшен филм 3 (2003)
- Страшен филм 4 (2006)
- Страшен филм 5 (2013)